# Gransholms pappersbruk
Gransholms pappersbruk  är ett tidigare finpappersbruk i Gransholm i Öja socken i Växjö kommun.
Peter Adam Bergius (1758–1826) köpte 1802 Gransholms gård och fick 1803 tillstånd att anlägga handpappersbruket Gransholms pappersbruk. Vid mitten av 1800-talet ägdes bruket av Johan Wahlqvist, också ägare av Wahlqvistska Klädesfabriken i Växjö. År 1847 revs det gamla pappersbruket på åns östra sida och uppfördes nya fabriksbyggnader väster om ån. År 1861 mekaniserades pappersproduktionen.
År 1901 ägdes företaget av AB Gemla. År 1930 hade pappersbruket 165 anställda. Bruket köptes av AB Sture Ljungdahl 1951 och var i drift till 1978. I anslutning till bruket finns ägarbostaden Gransholms herrgård och disponentbostaden Villa Gransholm, som hyser andra verksamheter i dag.